# بلانش بينغلي
بلانش بينغلي (بالإنجليزية: Blanche Bingley)‏ مواليد 03 نوفمبر 1863 في إنجلترا - الوفاة 06 أغسطس 1946 في لندن، كانت لاعبة كرة مضرب إنجليزية وكانت تلعب باليد اليمنى. كما أنها إحدى بطلات الجراند سلام.

## بطولات حققتها
- بطولة ويمبلدون

## النهائيات

### اللقب (6)
| السنة | البطولة      | المنافس في النهائي | النتيجة       |
| 1886  | ويمبلدون     | مود واتسون         | 6–3, 6–3      |
| 18891 | ويمبلدون (2) | لينا رايس          | 4–6, 8–6, 6–4 |
| 18942 | ويمبلدون (3) | إديث أوستن         | 6–1, 6–1      |
| 1897  | ويمبلدون (4) | شارلوت كوبر        | 5–7, 7–5, 6–2 |
| 1899  | ويمبلدون (5) | شارلوت كوبر        | 6–2, 6–3      |
| 1900  | ويمبلدون (6) | شارلوت كوبر        | 4–6, 6–4, 6–4 |

## روابط خارجية
- بلانش بينغلي على موقع الاتحاد الدولي لكرة المضرب (الإنجليزية)
- بلانش بينغلي على موقع قاعة مشاهير كرة المضرب الدولية (الإنجليزية)
- بلانش بينغلي على موقع بطولة ويمبلدون (الإنجليزية)
- بلانش بينغلي على موقع أوليمبيديا (الإنجليزية)